# Groeve Bissen

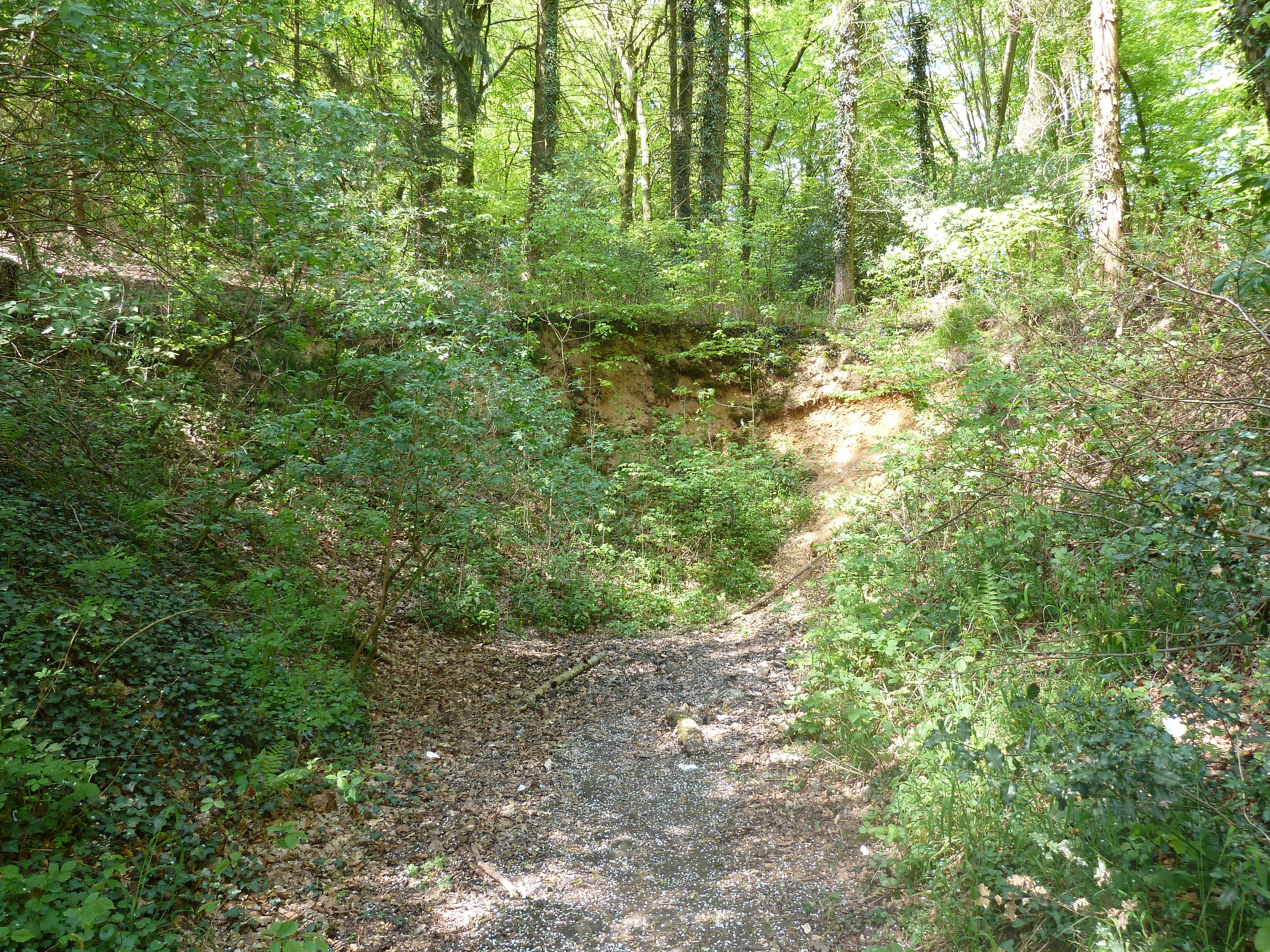
Groeve Bissen

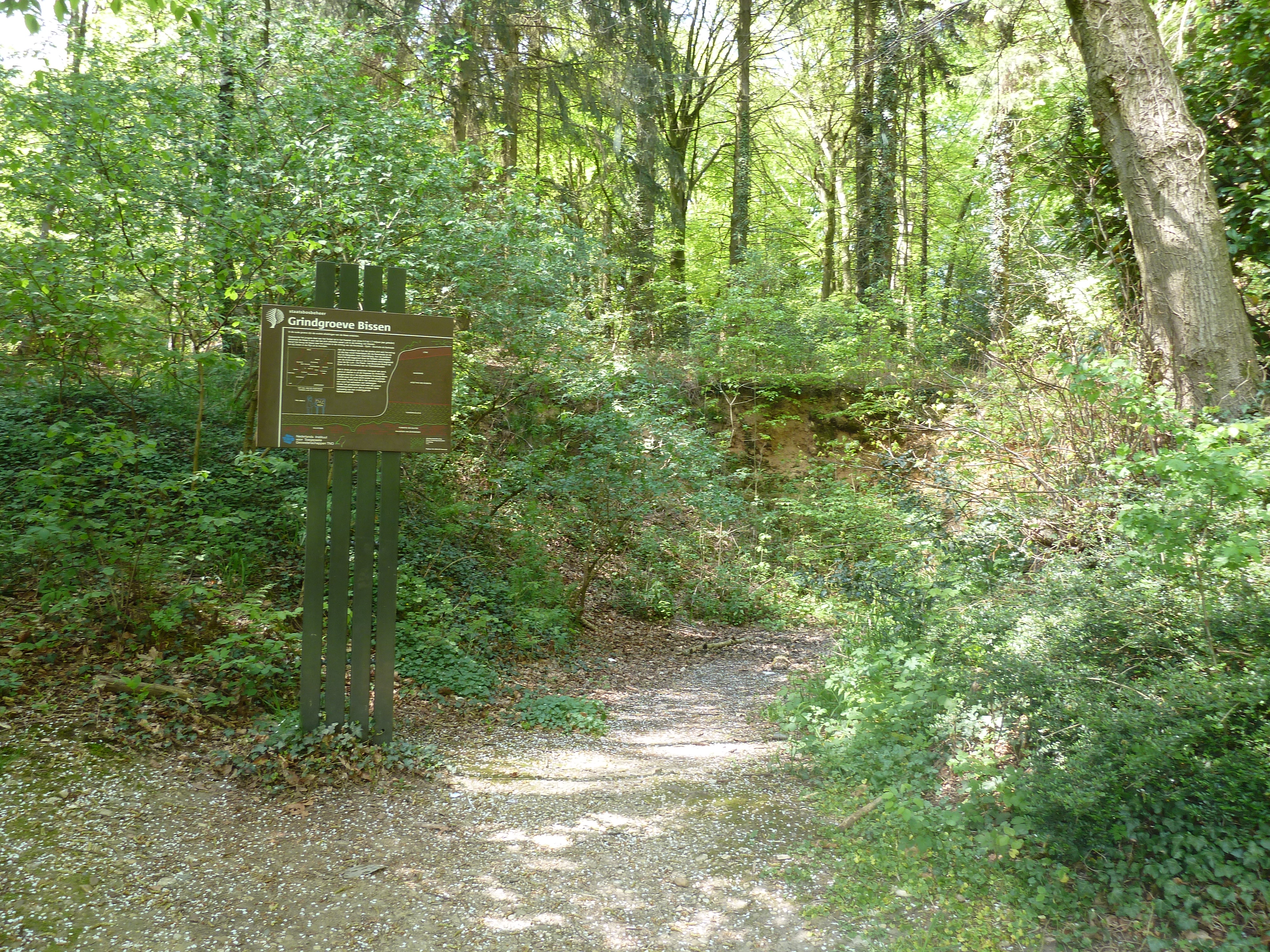

De Groeve Bissen is een groeve en geologisch monument in Nederlands Zuid-Limburg in de gemeente Gulpen-Wittem. De dagbouwgroeve ligt ten noorden van Bissen, ten westen van Mechelen en ten noordoosten van Landsrade aan de Schmetzkeelerweg. De groeve ligt op de noordoostelijke helling van het Plateau van Crapoel en hoog op de westelijke helling en dalwand van het Geuldal. Ten zuiden van de groeve snijdt het dal van de Landeus west-oost in op het plateau.
De groeve ligt aan de zuidoostelijke rand van het Schweibergerbos.

## Geologie
In de periode van het jongste deel van het Tertiair tot in het Kwartair stroomde hier in het gebied de Oostmaas. Het dal van deze rivier liep van Luik noordwaarts richting Eijsden, alwaar het rivierdal zich naar het oosten afboog en via Noorbeek, Epen, Bocholtz en Kerkrade naar Düren liep om daar in de Rijn uit te monden. Ten noorden van dit Maasdal lag er een heuvelrug vanaf het Belgische Hallembaye, via De Hut en Baneheide naar Ubachsberg. Ten zuiden van het Maasdal lag er een Tertiaire Ardennen schiervlakte die aan de noordzijde werd begrensd op de lijn van Luik, via De Plank, Bovenste Bosch en de noordrand van het Vijlenerbos.
In verschillende perioden heeft de Oostmaas verschillende dikke pakketten zand en afgerond grind afgezet, aangevoerd vanuit de Vogezen en de Ardennen. Een van die sedimentpakketten werd door de zogenaamde Kosbergmaas afgezet in Zuid-Limburg en wordt het Laagpakket van Kosberg genoemd, vernoemd naar Kosberg. In de nakomende perioden vond er opheffing van het landschap plaats, waardoor deze oude Maasafzettingen in het landschap terug te vinden zijn op een hoogte van ongeveer 190 meter boven NAP.
In verschillende groeves in Zuid-Limburg is het zand en Maasgrind van het Laagpakket van Kosberg afgegraven om wegen mee te verharden, waaronder hier in de Groeve Bissen. De laag van zand en grind was hier ter plaatse drie meter dik.
Bovenop het Laagpakket van Kosberg van de Oostmaas is er hier bij Bissen een laag löss uit het Laagpakket van Schimmert afgezet. Onder het Laagpakket van Kosberg bevindt zich een dikke laag verweringsleem met daaronder Kalksteen van Zeven Wegen uit de Formatie van Gulpen. Door oplossing van het onderliggende kalksteenpakket is het pakket aan verweringsleem ontstaan.
Bij de ingang van de groeve ligt er een blok zandsteen uit het Tertiair.